# NGC 5485
NGC 5485 (другие обозначения — UGC 9033, MCG 9-23-37, ZWG 272.30, PGC 50369) — линзообразная галактика (S0) в созвездии Большая Медведица.
Этот объект входит в число перечисленных в оригинальной редакции «Нового общего каталога».
В галактике вспыхнула сверхновая SN 1982W типа I, её пиковая видимая звездная величина составила 15,0.